# Cal Font (Sant Vicenç dels Horts)
Cal Font és una obra del municipi de Sant Vicenç dels Horts (Baix Llobregat) inclosa en l'Inventari del Patrimoni Arquitectònic de Catalunya.

## Descripció
Es tracta d'un habitatge de planta baixa i pis amb obertures de llinda. Portes i finestres consten de trencaaigües, gelosies, i decoració en baix relleu a base de garlandes de motius florals. Hi ha mènsules, modillons i balustrades de balustres ceràmics, en color ocre i verd.
El coronament és format per la cornisa ondulant, de ceràmica vidriada, sanefa de relleu pla amb dibuix repetitiu, garlandes i medallons amb la data "1922" i les inicials de la família.

## Història
És un edifici inaugurat el desembre de 1922. La planta baixa, avui amb locals comercials, ha estat reformada diverses vegades des de la seva construcció.